# Ambrogio Lorenzetti
Pour les articles homonymes, voir Lorenzetti.
Ambrogio Lorenzetti, né à Sienne, vers 1290 et mort dans la même ville le 9 juin 1348, est un peintre de l'école siennoise, connu à partir de 1317 jusqu'à sa mort en 1348 due à la peste noire. Il est l'un des maîtres de l'école siennoise du Trecento. Jeune frère de Pietro Lorenzetti, il se distingue surtout par la forte composante allégorique et le symbolisme complexe de ses œuvres et par la profonde humanité des sujets qu'il représente.

## Biographie

### Première Vierge de Vico l'Abate

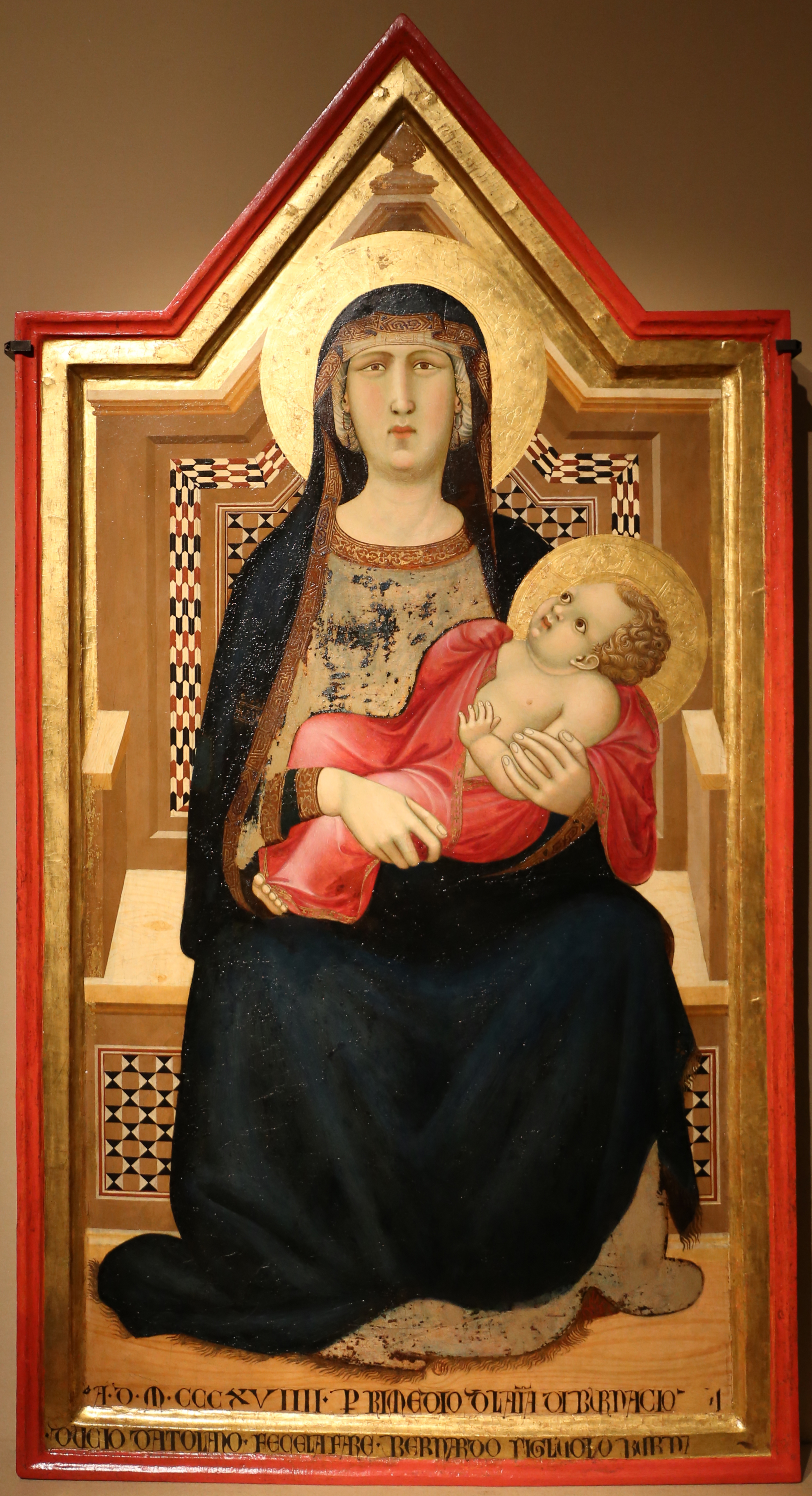
Madone de Vico l'Abate, 1319.

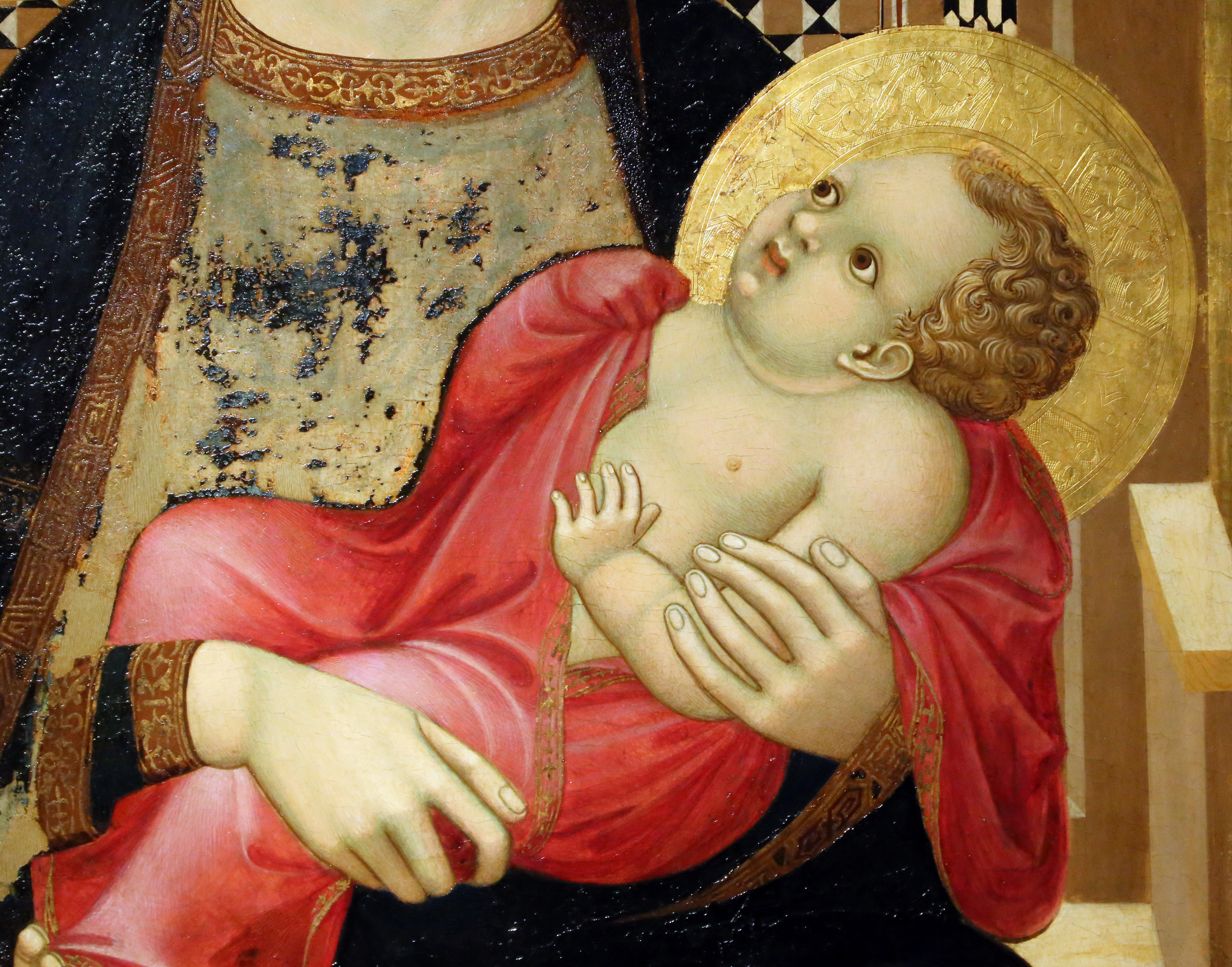
Madone de Vico l'Abate, détail.

Il est probablement formé à l'atelier de Duccio di Buoninsegna comme son frère aîné Pietro Lorenzetti et Simone Martini.
La Madonna di Vico l'Abate réalisée pour l'église de Sant'Angelo di Vico l'Abate près de San Casciano in Val di Pesa, et exposée au Musée Giuliano Ghelli de San Casciano, est considérée comme la première œuvre parmi celles attribuables à Ambrogio Lorenzetti. Elle est datée par l'auteur en 1319. Le panneau est totalement différent des précédents Maestà ou les Madones de Duccio di Buoninsegna, au point de suggérer que contrairement à son frère Pietro Lorenzetti et Simone Martini, Ambrogio n'a pas été formé dans l'atelier de celui-ci. La présence de cette œuvre dans une ville proche de Florence, et les témoignages ultérieurs selon lesquels Ambrogio est à Florence et dans ses environs au moins jusqu'en 1332, portent également à penser que, bien qu'originaire de Sienne, il s'est probablement formé auprès du Florentin Giotto et du sculpteur Arnolfo di Cambio, comme en témoigne la solidité de ses personnages. Ses dissemblances avec Giotto et ses disciples sont cependant considérables, l'éloignent de l'école florentine de peinture et contribuent à révéler dans le style d'Ambrogio Lorenzetti, des traits vraiment originaux qui apparaissent dès la genèse de sa production.
Dans ce tableau, les physionomies de Marie et de l'Enfant ne sont pas très douces. Les personnages ont une présence sculpturale puissante, qui fait également écho aux statues d'Arnolfo di Cambio. La représentation de la Vierge est frontale, à la manière byzantine et rappelle les œuvres de la seconde moitié du XIIIe siècle (certains experts ont même avancé l'hypothèse que le commanditaire a explicitement demandé à l'auteur de se référer au style de l'époque). Le manteau de la Madone est rendu avec une couleur compacte et avec des plis dans la draperie peu marqués. Les visages ont une caractérisation en clair-obscur qui n'est pas excellente et le trône est un simple siège angulaire en bois qui présente des décorations géométriques ; l'architecture est réduite au minimum. Telles sont probablement les limites d'un jeune peintre qui, cependant, connaîtra plus tard une évolution vertigineuse.
Cependant, le naturalisme ardent dans le rendu des personnages est déjà remarquable dans ce premier tableau et anticipe ce qui sera l'une des contributions majeures d'Ambrose dans l'histoire de l'art. Les mains de Marie tiennent le l'Enfant Jésus au lieu de l'entourer. La main droite est inclinée par rapport à l'avant-bras pour tenir la jambe droite de Jésus. Les doigts des deux mains ne sont pas parallèles, mais ont une disposition leur permettant de mieux soutenir l'Enfant. L'index de la main droite se démarque et donne un naturalisme fonctionnel au geste jamais vu auparavant. L'Enfant regarde sa mère ; ses poignets et le raccourci de son pied gauche montrent un enfant tremblant et donnant des coups de pied comme un vrai nourrisson.

### Entre Florence et Sienne

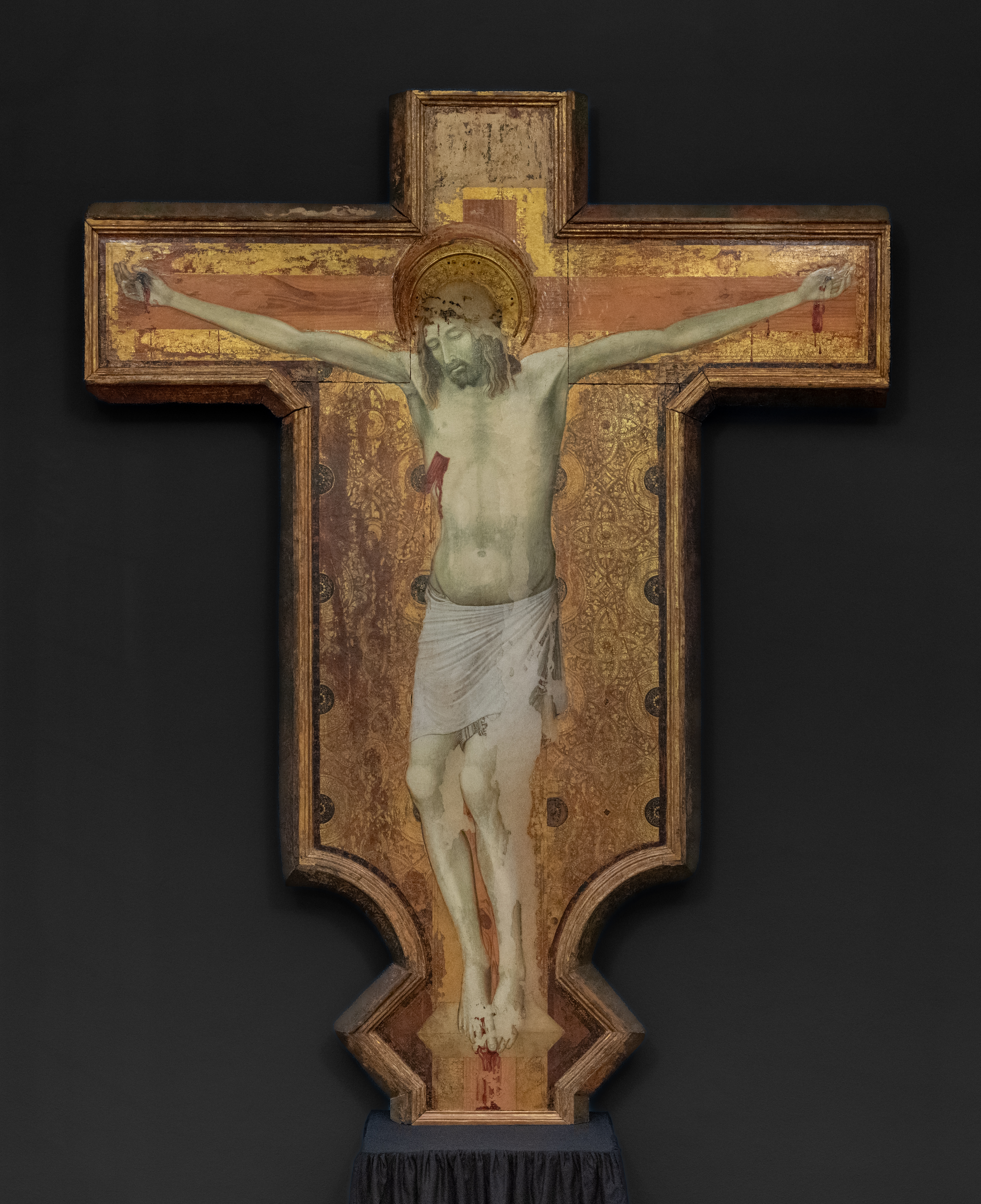
Ambrogio Lorenzetti, Crucifix de s. Niccolò al carmine, 1328-1330 ca. (Sienne, pinacothèque nationale).

La période 1320-1322 est la plus nébuleuse de la vie artistique du peintre car les œuvres situées dans cette période ne présentent pas de datation ou de documentation précise. Cependant, il semble probable qu'il se soit partagé entre Florence et Sienne. Un document des Archives d'État de Florence daté de 1321 fait référence à une dette contractée par l'artiste envers un certain Meo di Lapo qui entraina la saisie d'une peinture à Nudo di Vermiglio. Un autre document atteste qu'en 1328-1330, Ambrogio est inscrit à l'Arte dei Medici e Speziali, une corporation des arts et métiers de la ville de Florence qui, à ce moment-là, accueille également les peintres. Lorenzo Ghiberti fait état de quelques-unes de ses fresques dans un couvent augustinien florentin, probablement peintes entre 1327 et 1332.
Il reçoit des nombreuses commandes à Florence où il acquiert rapidement la réputation de peintre cultivé, « philosophe plus qu'artiste », et si, en 1332, il est toujours enregistré parmi les peintres florentins, c'est à Sienne qu'il réalise ses œuvres les plus significatives.
En 1324, Lorenzetti vend une petite propriété foncière pour acheter une maison à Sienne et paie la gabelle correspondante. Un autre document daté de 1331 certifie le paiement d'une commission de conseil à un juge collatéral du podestat de Sienne.
Certains chercheurs attribuent à ces années la Madone de la Pinacothèque de Brera, la Madone Blumenthal du Metropolitan Museum of Art, la Vierge allaitante de l'ermitage des Augustins de Lecceto, exposée aujourd'hui au Musée diocésain de Sienne, le Crucifix de l'église Santa Lucia à Montenero d'Orcia à Castel del Piano et le Crucifix provenant de l'église des Carmes de Sienne et exposé à la pinacothèque nationale de la ville. Le consensus sur la datation de ces œuvres est loin d'être unanime parmi les chercheurs et des incertitudes subsistent.
Des savants s'accordent pour une datation entre 1324 et 1331 du Crucifix des Carmes de Sienne, surtout parce que la Polyptyque des Carmes de son frère Pietro, avec qui Ambrogio a toujours peint dans la même ville, date de ces années. L'œuvre, de taille considérable, se caractérise par son volume important, typique de l'école toscane ; elle montre des particularités dans le visage, la tête et la décoration typiques de la manière siennoise, annonçant le travail de la maturité du peintre.

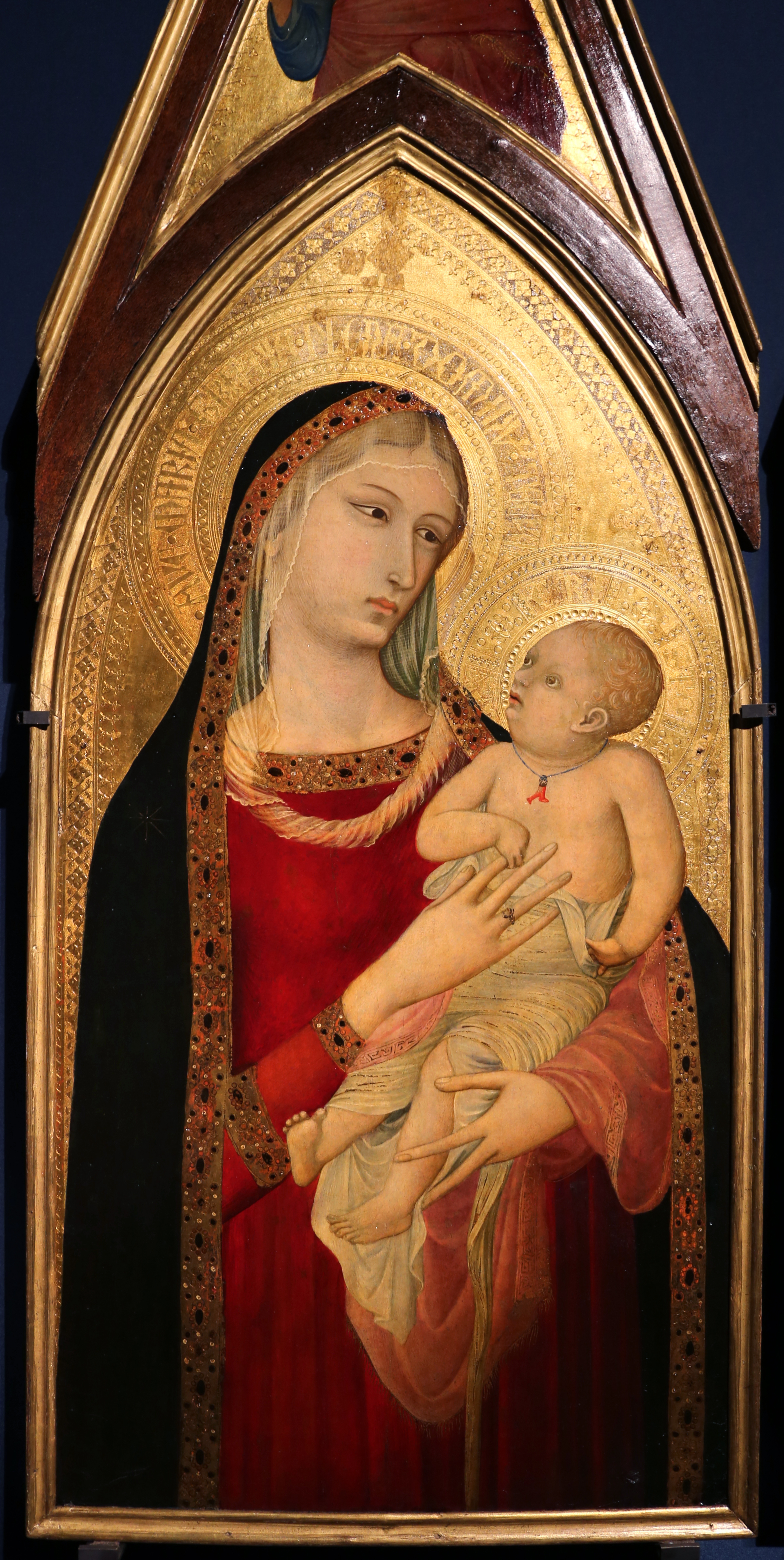
Ambrogio Lorenzetti, triptyque de san Procolo, Vierge à l'Enfant, musée des Offices, Florence.

En revanche, la datation en 1332 du triptyque de l'église Saint-Procule à Florence est certaine : de nombreux témoins ont lu, au cours des siècles, la signatu au musée des Offices de Florence, montre la Vierge à l'Enfant entre les Saints Nicolas (à gauche) et Procule (à droite). Au-dessus des trois panneaux, les cuspides montrent le Christ Rédempteur (au centre) et les Saints Jean l'Évangéliste (à gauche) et Jean-Baptiste (à droite). Comparée à la Vierge de Vico l'Abate de 1319, Ambrogio Lorenzetti a progressé notablement dans le rendu volumétrique des personnages, le raffinement des figures, l'utilisation de modulations de contraste, le profilage marqué des personnages, la riche décoration, désormais beaucoup plus proches de ceux de l'école de Giotto. Les postures des personnages sont encore rigides et semblent en plâtre, se distinguant ainsi de celles de Giotto du début des années trente (par exemple du Polyptyque de Bologne contemporain) ou même de celles de Simone Martini ou Lippo Memmi (par exemple de la Vierge à l'Enfant de Memmi contemporaine au musée d'art Nelson-Atkins de Kansas City).
C'est encore l'humanité de la relation entre Marie et l'Enfant qui distingue l'œuvre. Dans ce tableau, l'Enfant Jésus regarde sa mère avec de grands yeux et la bouche entrouverte, générant une expression typique d'un nouveau-né. Marie regarde en arrière et offre à l'Enfant une expression sereine et rassurante, ainsi que les doigts de sa main droite pour jouer. Sa main gauche, quant à elle, a la disposition typique utilisée par Lorenzetti, avec les doigts écartés qui soulignent l'énergie de sa prise.
Il réalise également quatre tableaux représentant des épisodes de la vie de saint Nicolas pour l'église Saint-Procule de Florence, et pour cette raison datés d'environ 1322, maintenant exposés aux Offices. Ces tableaux mettent en évidence une veine narrative remarquable de l'artiste et sa capacité à créer des architectures complexes où il évite aussi la convention impropre de percer les murs pour montrer ce qui se passe dans les pièces. Par exemple, dans la scène de Saint Nicolas faisant revivre l'enfant étranglé par le diable, l'enfant protagoniste est représenté quatre fois, en autant de moments successifs qui se déroulent sur les deux étages d'un immeuble : le rez-de-chaussée est ouvert par une arche, tandis que la partie supérieure est visible à travers une loggia. De plus, dans ces scènes, le fond d'or est presque aboli, l'architecture occupant quasiment tout le fond.

### Retour dans la campagne siennoise
Vers 1335, Ambrogio Lorenzetti retourne dans la campagne siennoise. Ugurgeri Azzolini raconte qu'en 1649, il a vu les signatures d'Ambrogio Lorenzetti et de son frère Pietro sur les fresques alors délabrées de l'hôpital Santa Maria della Scala avec la date de 1335. Ces fresques sont désormais perdues. Lorenzo Ghiberti mentionne également des fresques de Pietro et Ambrogio Lorenzetti dans le cloître et dans la salle capitulaire de la basilique Saint-François de Sienne, fresques dont il ne reste aujourd'hui que quelques scènes et qui sont datées vers 1336. La coprésence de son frère Pietro dans ces cycles de fresques siennoises suggère qu'Ambrogio a pu recevoir des commandes dans sa ville natale grâce à l'intercession de celui-ci.

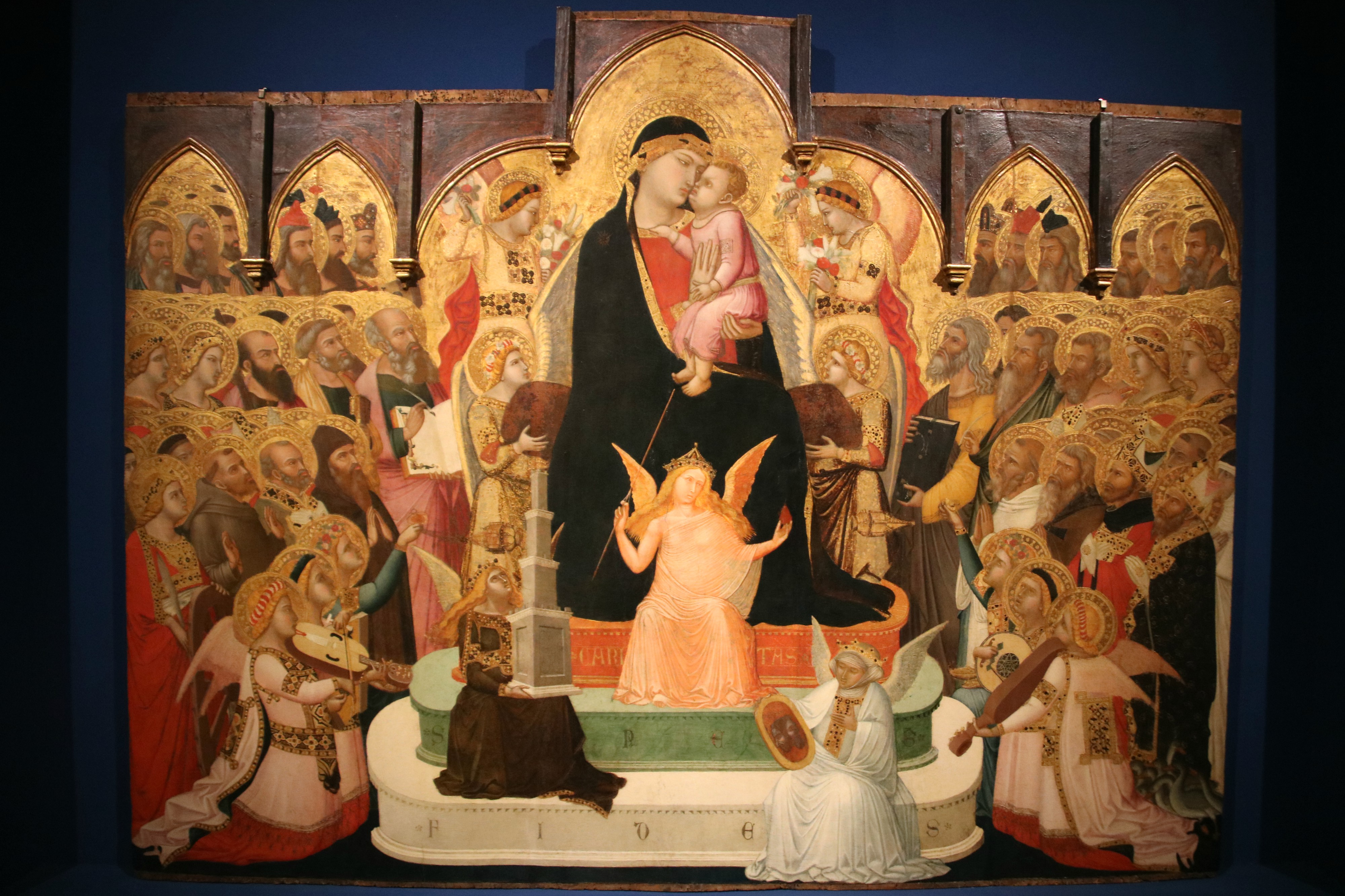
Ambrogio Lorenzetti, Maestà de Massa Marittima.

Ambrogio est actif dans les mêmes années en tant qu'artiste autonome et indépendant, en particulier dans la campagne de Sienne : un retable avec la Vierge et l'Enfant, saint Michel Archange et les saints provenant du monastère San Cristoforo a Rofeno, est maintenant conservé au Musée d'art sacré d'Asciano, œuvre datée de 1332-1337 et réalisée probablement d'après le triptyque de Saint-Procule. Presque tous les historiens lui attribuent les quatre saints d'un polyptyque démembré de provenance inconnue et exposé aujourd'hui au Musée de l'Œuvre du Duomo de Sienne daté environ 1332-1335. Le Crucifix de l'église Santa Lucia à Montenero d'Orcia près de Castel del Piano est également daté d'environ 1335, non sans incertitudes. La datation en 1335 de la splendide Maestà provenant de l'église augustinienne San Pietro all'Orto à Massa Marittima (domaine siennois à l'époque) et maintenant exposée au Musée d'art sacré de la même ville, est mieux établie. Ambrogio a également laissé une Maestà et des fresques dans la chapelle de l'ermitage de Montesiepi, à l'abbaye de San Galgano, fresques qui peuvent être datée de 1334-1336, comme en témoigne un document attestant de la présence du peintre à San Galgano en 1334 et d'une inscription maintenant perdue, lue en 1645, relative à l'année 1336.

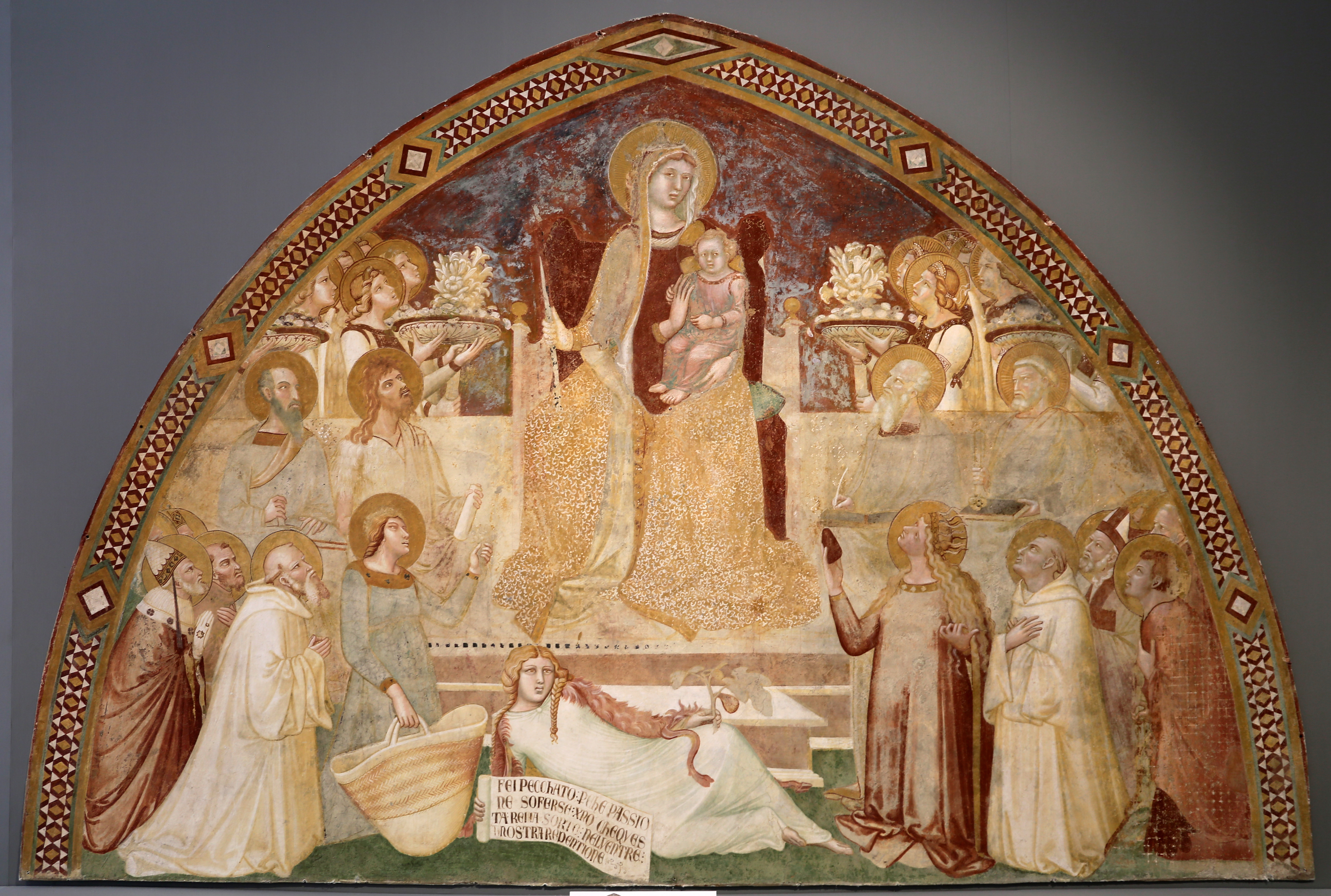
Ambrogio Lorenzetti, fresques de la chapelle de Montesiepi, 1334-1336, Maestà.

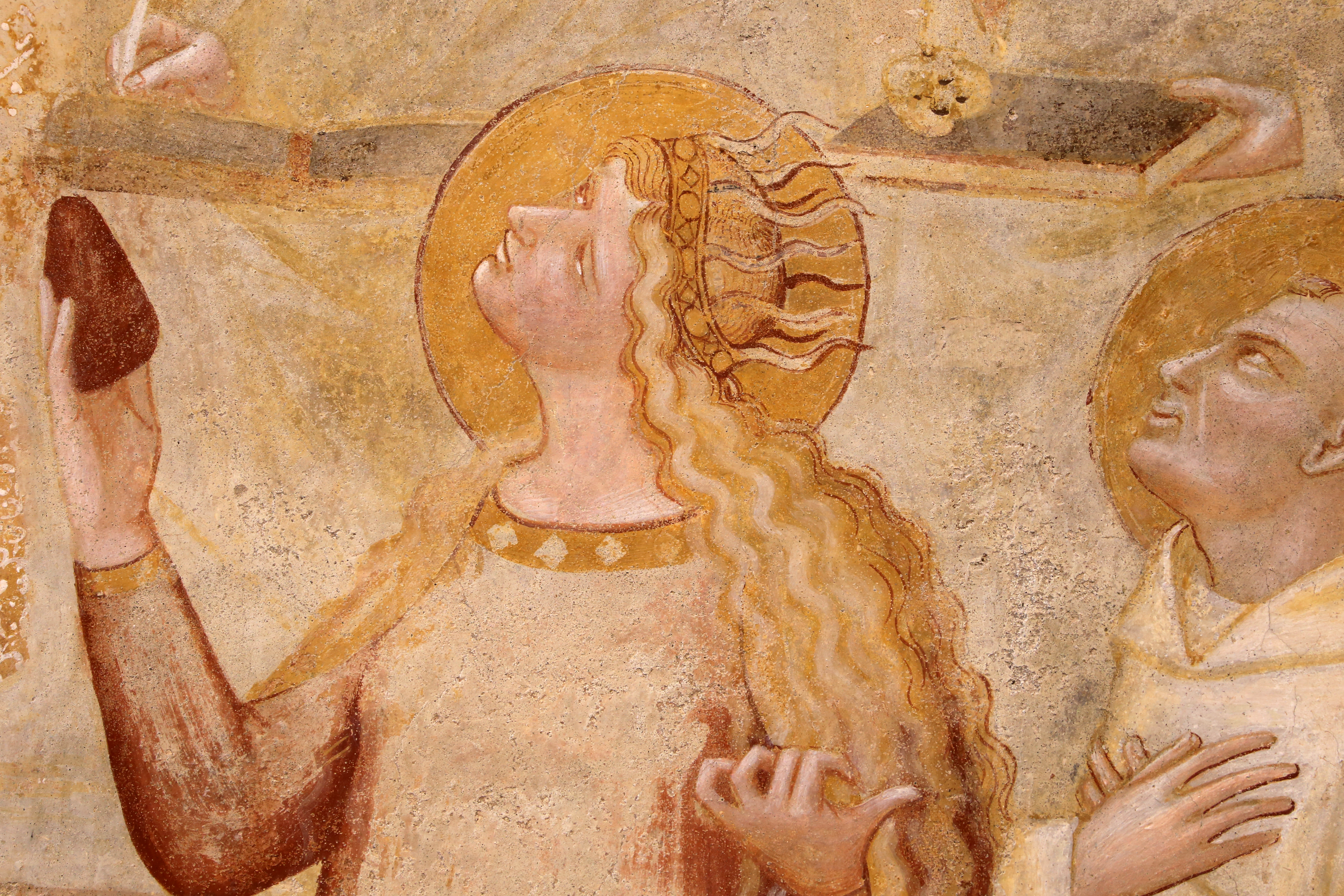
Ambrogio Lorenzetti, fresques de la chapelle de Montesiepi, 1334-1336, Maestà.

Dans ces œuvres, les personnages acquièrent cette posture plus détendue et équilibrée qui caractérise le style de Giotto et de son élève Taddeo Gaddi, ainsi que celui des dernières années de Simone Martini et de son beau-frère Lippo Memmi. Ses œuvres semblent toutefois plus articulées et sont souvent chargées d'allégories complexes. La splendide Maestà de Massa Marittima, par exemple, est dominée par une multitude de personnages. Sur les côtés des marches du trône, il y a six anges (trois de chaque côté) avec des instruments de musique et des encensoirs. De chaque côté du trône lui-même se trouvent quatre autres anges, deux qui tiennent les coussins du trône et deux autres qui jettent des fleurs. Tous les autres personnages debout représentent une multitude de prophètes, saints et patriarches. Cette « surpopulation » confère au retable du monastère San Cristoforo a Rofeno figurant la naissance de Jésus-Christ, une nouvelle signification. Au pied du trône se trouvent les personnifications des trois Vertus théologales, soit de bas en haut, la Foi, l'Espérance et la Charité, comme les inscriptions sur les marches l'indiquent. Leur disposition n'est pas fortuite : selon la définition de Pietro Cantore, la Foi construit les fondations du bâtiment ecclésial, et se trouve de fait sur la marche qui forme la base du trône, l'Espérance élève l'Église au Ciel, symbolisée par la lourde tour qu'elle soutient, tandis que la Charité concrétise l'amour de l'Église pour Dieu le Père et pour le prochain.
Même dans cette peinture allégorique d'une signification théologique si complexe, Ambrogio Lorenzetti ne renonce pas à la relation humaine et naturaliste entre Mère et Fils avec l'emprise énergétique habituelle de Marie sur l'Enfant, avec un contact joue contre joue et un échange de regards rapprochés entre les deux personnages.

### Retour définitif à Sienne: Allégories desEffets du Bon et du Mauvais Gouvernement
Simone Martini, l'artiste de référence de la ville jusque-là, parti à Avignon en 1336, Ambrogio est de nouveau documenté à Sienne en 1337, pour peindre de façon indépendante de son frère Pietro Lorenzetti.
La Maestà de la chapelle Piccolomini du couvent Sant'Agostino de Sienne remonte à 1337-1338, se caractérise également par une signification allégorique importante.
En 1338-1339, Ambrose peint ce qui est encore aujourd'hui considéré comme son chef-d'œuvre parmi les œuvres qui nous sont parvenues : les Allégories du Bon et du Mauvais Gouvernement et leurs effets dans la ville et dans la campagne, répartis sur trois murs, sur une longueur totale d'environ 35 mètres, dans la Salle des Neuf du Palazzo Pubblico de Sienne. Sur le mur du fond de la salle, se trouve l'Allégorie du Bon Gouvernement où sont représentés par des figures humaines tous les aspects du gouvernement tels que la justice, la municipalité de Sienne, les citoyens, les forces de police, etc., et leurs vertus inspirantes telles que la sagesse divine, la générosité, la paix, les Vertus cardinales et les Vertus théologales, etc. Toutes ces figures interagissent selon un ordre précis pour représenter une scène très complexe. Sur le mur de droite se trouve l'Allégorie des effets d'un Bon Gouvernement dans la ville et la campagne, avec une représentation allégorique du travail productif dans la ville de Sienne et sa campagne. Enfin, sur le mur de gauche se trouve l'Allégorie du Mauvais Gouvernement, avec les personnifications de la mauvaise administration et des vices et leurs effets sur la ville et la campagne. Le cycle des fresques a toujours été étudié par les critiques et les amateurs non seulement d'histoire de l'art, mais aussi d'histoire générale, d'histoire politique, d'urbanisme et de coutumes. C'est l'un des premiers messages de propagande politique dans une œuvre médiévale. Du point de vue doctrinal, il y a une référence claire à la pensée de saint Thomas d'Aquin. « L'hypothèse doctrinale est clairement thomiste : non seulement parce qu'elle reflète la hiérarchie des principes et des faits, des causes et des effets, mais parce qu'elle place « l'Autorité » (dans les allégories) et la « Socialité » comme raisons fondamentales de l'ordre politique, notamment en insistant sur le concept aristotélicien (d'Aristote) du « naturel  » de la sociabilité humaine »,.

### Autres œuvres siennoises
De 1337 à 1348 (date de sa mort), Ambrogio Lorenzetti réalise de nombreux travaux à Sienne. Parmi eux, trois œuvres attestent un profond renouvellement de l'esthétique :
- la Petite Maestà, partie centrale d'un retable peint vers 1340 pour le couvent de église Santa Petronilla (it), aujourd'hui exposée à la pinacothèque nationale de la ville ;
- la Présentation de Jésus au Temple, réalisée en 1342 pour l'autel de San Crescenzio de la cathédrale et maintenant exposée au musée des Offices de Florence ;
- L'Annonciation, peinte en 1344 pour la salle du Consistoire du Palazzo Pubblico, hébergée depuis par la pinacothèque nationale de Sienne.

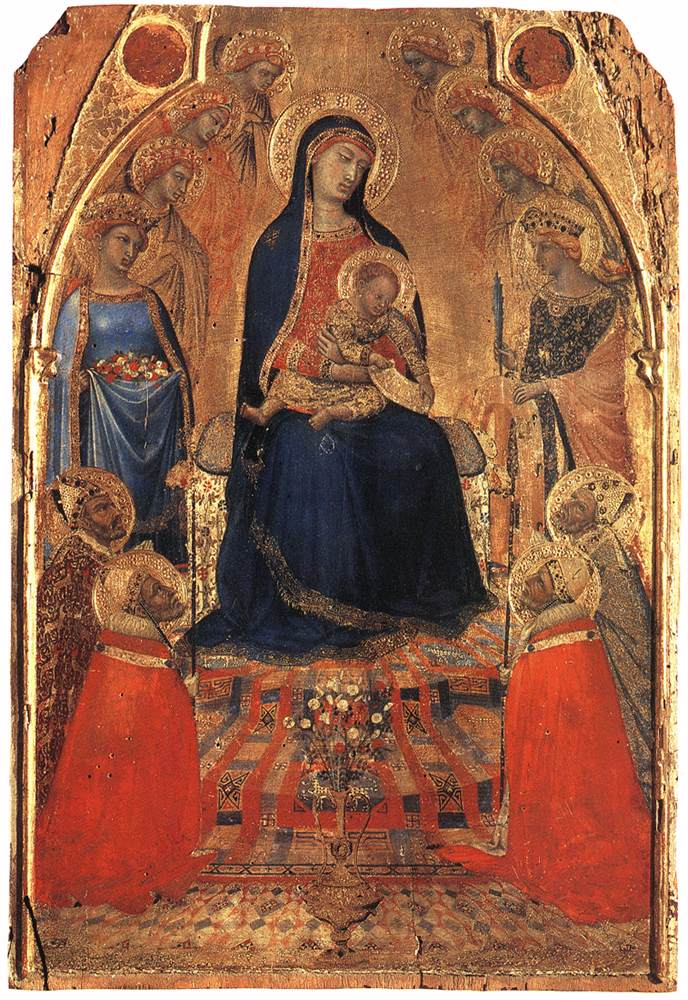
Petite Maestà vers 1340 Pinacothèque nationale de Sienne.
La Présentation au temple, 1342 Galerie des Offices, Florence.
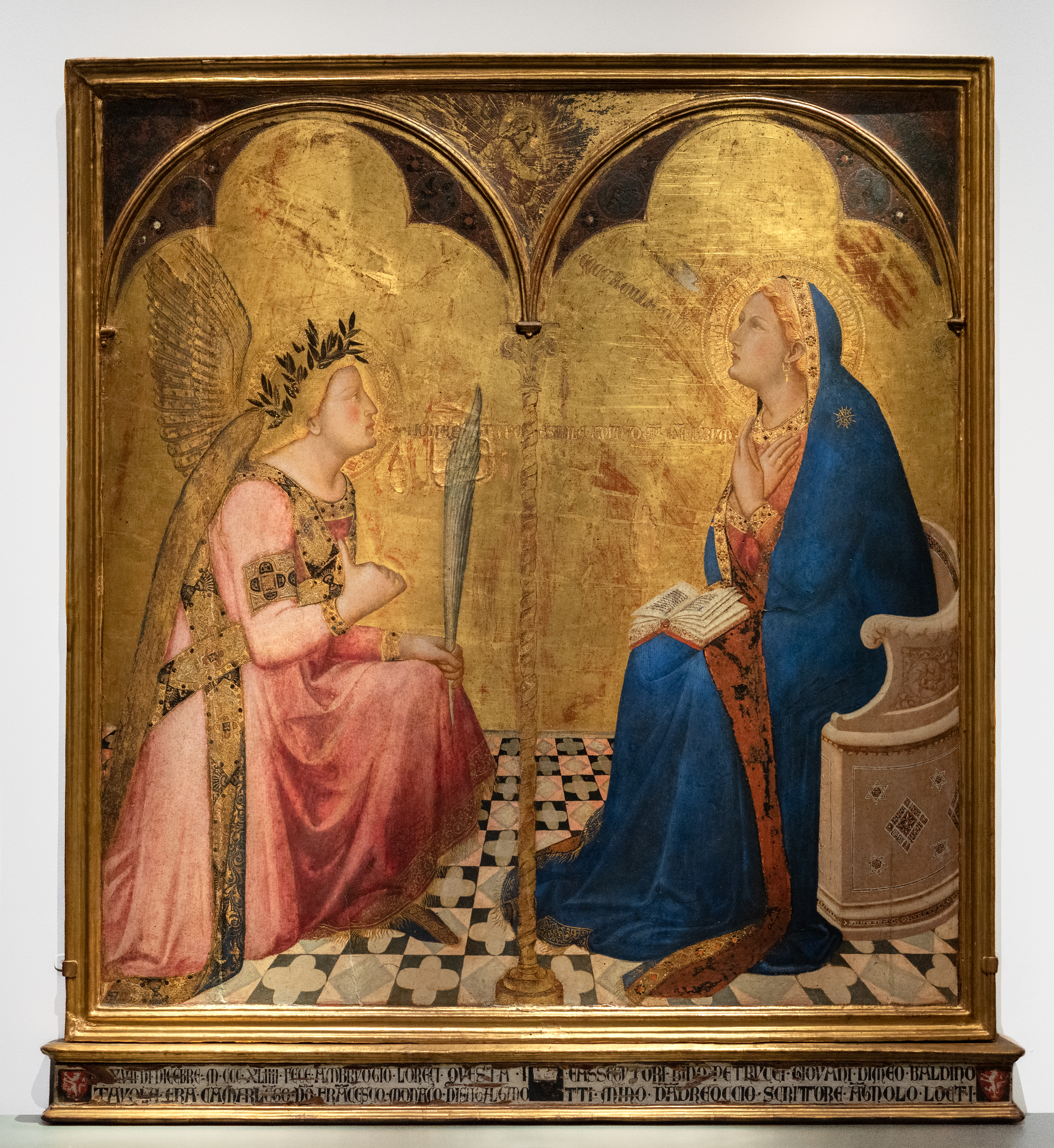
L'Annonciation, 1344, Pinacothèque nationale de Sienne.

Ces œuvres se caractérisent par un symbolisme complexe, avec une forte signification allégorique, marques de la profondeur intellectuelle d'un grand artiste. Une autre caractéristique frappante est la proéminence de l'aspect humain des représentations, comme dans son Annonciation, où c'est le dernier épisode du texte biblique qui est représenté, l'explication de l'ange à la suite de l'acceptation de Marie, plutôt que l'apparition et l'annonce proprement dite, comme c'est la coutume.
En ces années, Lorenzetti montre qu'il a pleinement acquis la capacité d'exprimer à la fois l'aspect volumétrique des personnages (notamment dans le rendu des visages et des vêtements au moyen du clair-obscur) ainsi que le caractère expressif des postures et des visages. Plus radicalement, et sans forcément abandonner le traditionnel fond doré systématisé par l'art byzantin, l'artiste recourt à l'utilisation d'un point de fuite dans le rendu du dallage afin d'obtenir un effet de profondeur, notamment dans sa Présentation de Jésus au Temple (it) et son  L'Annonciation. En ce sens, il se révèle un véritable précurseur de l'art de la Renaissance.
La provenance siennoise de toutes ces peintures atteste la réputation qu'Ambrogio Lorenzetti avait acquise auprès du gouvernement et des couvents siennois, et qui est dès lors supérieure à celle de son frère Pietro.
Au cours de ces années, l'artiste peint également dans les environs de Sienne, comme en témoigne le polyptyque recomposé de la Pieve dei Santi Pietro e Paolo (it) à Roccalbegna et le panneau avec la Vierge à l'Enfant de l'église San Lorenzo alle Serre di Rapolano (it), désormais exposé à la Pinacothèque nationale de Sienne.
Il est aussi un cartographe réputé (mappemonde tournante détruite au XVIIIe siècle).

### Mort en 1348
Comme son frère Pietro, Ambrogio Lorenzetti meurt en 1348 de la terrible vague de peste qui décime les populations d'Europe occidentale. Il reste un testament, écrit par l'artiste le 9 juin 1348, dans lequel il ordonne, de manière convulsive et dans la langue vernaculaire (des formules généralement conventionnelles en langue latine étaient utilisées pour les documents notariaux), que tous ses biens reviennent à la Compagnie de la Vierge Marie, craignant sa mort imminente, celles de sa femme et de ses trois filles. En 1348 et 1349, une partie de ses actifs est effectivement vendue par la Compagnie : il s'en déduit que la peste a effectivement tué sa famille,.

## École
Contrairement à Duccio di Buoninsegna et Giotto, qui ont eu de nombreux adeptes pendant trois générations, Ambrogio Lorenzetti ne compte pas beaucoup d'élèves qui ont fidèlement suivi son style. Son seul véritable élève est le soi-disant « Maître de 1346 », actif surtout près de Montalcino, dans la province de Sienne, dans les années 1330 et 1340, les deux décennies des deux seules œuvres qui lui sont attribuées. Pourtant, l'art d'Ambrogio Lorenzetti eut de nombreux échos, bien au-delà de la peste noire de 1348, jusqu'à la Renaissance. Ses allégories complexes, l'humanité profonde et la signification religieuse compliquée qui se dégagent de sa production ont été une source d'inspiration pour de nombreux artistes de la seconde moitié du XIVe siècle et des siècles suivants.

## Apports
La fresque des Effets du Bon et du Mauvais Gouvernement, peinte, dans la salle des Neufs du Palazzo Pubblico (1337-1339) est la première œuvre civile, non plus seulement religieuse, mais politique et presque laïque de la peinture italienne. Ces images sont capitales par leur thème et par le traitement qui en est proposé : Ambrogio utilise le thème iconographique de la figure trônante et triomphante, souvent utilisée pour l'imagerie religieuse, mais consacre un mur entier aux Effets du Bon Gouvernement ; cette surface, clairement articulée, grâce à l'enceinte fortifiée de la cité dont les édifices font allusion à la Sienne réelle, laisse éclater le modernisme de sa conception picturale : ni histoire, ni anecdotes, des images concrètement symboliques et un espace « objectif », parcourable, où le lieu architectural n'est pas simplement « signifié », mais « représenté », et où l'espace n'est pas centré sur les figures humaines saisies, comme chez Giotto, au moment culminant de leur action et de leur expression : il est conçu comme l'image d'un territoire parcouru par les divers représentants de la collectivité, chacun occupé à l'action typique de sa fonction sociale ; la fertilité travailleuse de la campagne peut ainsi pénétrer la cité et y accumuler ses richesses en même temps que le maître d'école assure le développement des « humanités », et que la danse des jeunes filles est le symbole de l'harmonie sociale. Avec un mélange de vérité et de symbolisme, l'aisance avec laquelle le chemin s'incline en courbe pour dégager une profondeur animée et vécue, avec des personnages à la fois concrets, particularisé et emblématiques, cette fresque est à la fois une condensation du sentiment civique siennois et une œuvre qui, par ses structures mentales et figuratives, annonce les développements de la grande peinture politique.
Ambrogio Lorenzetti peint encore la Madonna del Latte au musée diocésain, des fresques avec des scènes de la Vie de saint François dans l'église du même nom, et la Maestà de Sant'Agostino, lunette ornée de fresques dans l'église Sant'Agostino. Son Annonciation, désormais aux Offices, montre des recherches spatiales précoces (carrelage) et des personnages aux apparences calmes et graves. Il y réalise la première image où la perspective linéaire se concentre en un point de fuite unique situé au centre de panneau. Cette Annonciation de 1344 ne prétend pas découvrir une solution universelle au traitement de l'espace pictural, et le point de fuite est bien recouvert, occulté, par une colonne dont l'or se confond presque avec celui du fond, en annulant toute profondeur réelle. Il porte d'un seul coup l'école siennoise à un sommet : l'élégance de Simone Martini et les tourments de Pietro Lorenzetti se dépassent dans l'affirmation d'un « beau intellectuel », sensible à la fois dans la rigueur géométrique du trône de la Madone di Vico l'abate (1318) et dans la netteté majestueuse de la disposition de son personnage. Sa trouvaille atteste l'intensité et la richesse des recherches siennoises dans la première moitié du Trecento.

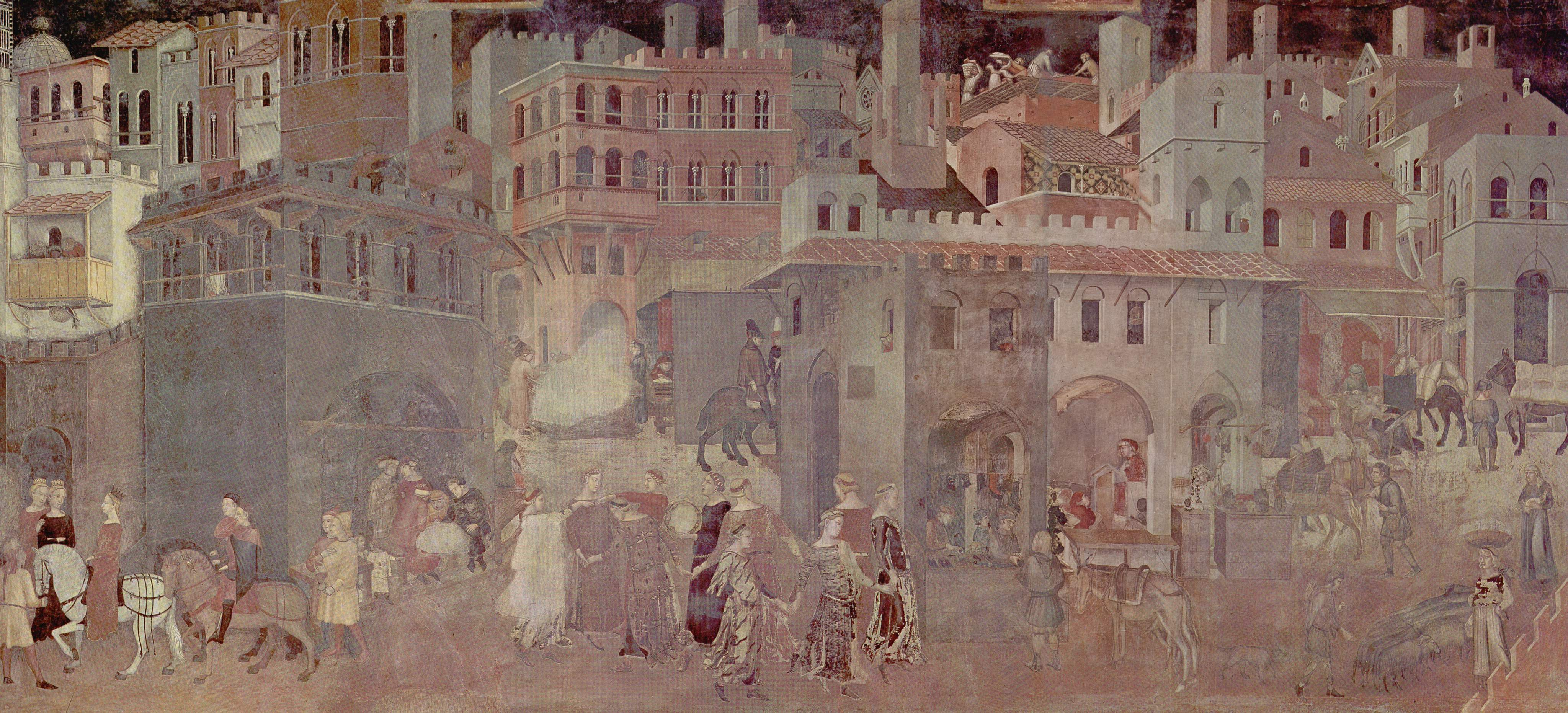
Effets du Bon Gouvernement dans la ville.

## Œuvres
- Madonna del Latte ou Maria lactans, Palazzo Pubblico, Sienne
- Allegorie ed effetti del Buono e Cattivo Governo (1338), Sala dei Nove, Palazzo Pubblico, Sienne.
- Madone au trône (1319)
- Investiture de saint Louis de Toulouse (1329), fresque, église San Francesco, Sienne
- Maestà de Massa Marittima (1334), détrempe sur bois, Massa Marittima
- Martyre des Franciscains à Bombay (~1336), fresque, église San Francesco della Vigna, Sienne
- Vierge allaitant (~1320-1330), détrempe sur bois, 90 × 48 cm, Pontificio Seminario Regionale, Sienne
- Santa Petronilla, retable (vers 1340)
- Vierge en majesté avec l'Enfant, des anges et des saints (~1340), détrempe sur bois, 50,5 × 34,5 cm, Pinacothèque nationale de Sienne
- Annonciation (1344), pinacothèque nationale de Sienne
- Galerie des Offices, Florence :
  - Présentation au temple, bois (1342)
  - Madone, bois (1325-1350)
  - Madone et Saints, polyptyque de San Procolo
  - Histoire de saint Nicolas, 1334 (détrempe sur bois)
- La Vierge et l'Enfant et dans le médaillon trilobé, Le Calvaire, vers 1330-1335, Musée du Louvre, Paris[9]
- Fresques de l'Annonciation dans la Chapelle San Galgano de Montesiepi
- La Charité de saint Nicolas de Bari (~1335-1340), Musée du Louvre, Paris

## Crédit d'auteurs
- (it) Cet article est partiellement ou en totalité issu de l’article de Wikipédia en italien intitulé « Ambrogio Lorenzetti » (voir la liste des auteurs).